# ليون ماكدونالد
ليون ماكدونالد (بالإنجليزية: Leon MacDonald)‏ هو لاعب اتحاد الرغبي نيوزيلندي، ولد في 21 ديسمبر 1977 في بلنهيم في نيوزيلندا.

## وصلات خارجية
- ليون ماكدونالد عل موقع إسبنسكروم (الإنجليزية)
- ليون ماكدونالد على موقع ItsRugby.co.uk (الإنجليزية)